# Bitwa o Cherbourg
Bitwa o Cherbourg – bitwa stoczona podczas Operacji Overlord na obszarze półwyspu Cotentin w północnej Francji, w szczególności w mieście Cherbourg, pomiędzy wojskami amerykańskimi i niemieckimi. Natarcie w kierunku Cherbourga zostało rozpoczęte natychmiast po udanym lądowaniu aliantów w Normandii 6 czerwca 1944 roku. Amerykańskie wojska odizolowały nieprzyjaciela na półwyspie, zbliżyły się do miasta, a następnie zajęły umocniony port po trzech tygodniach ciężkich walk.

## Plany aliantów

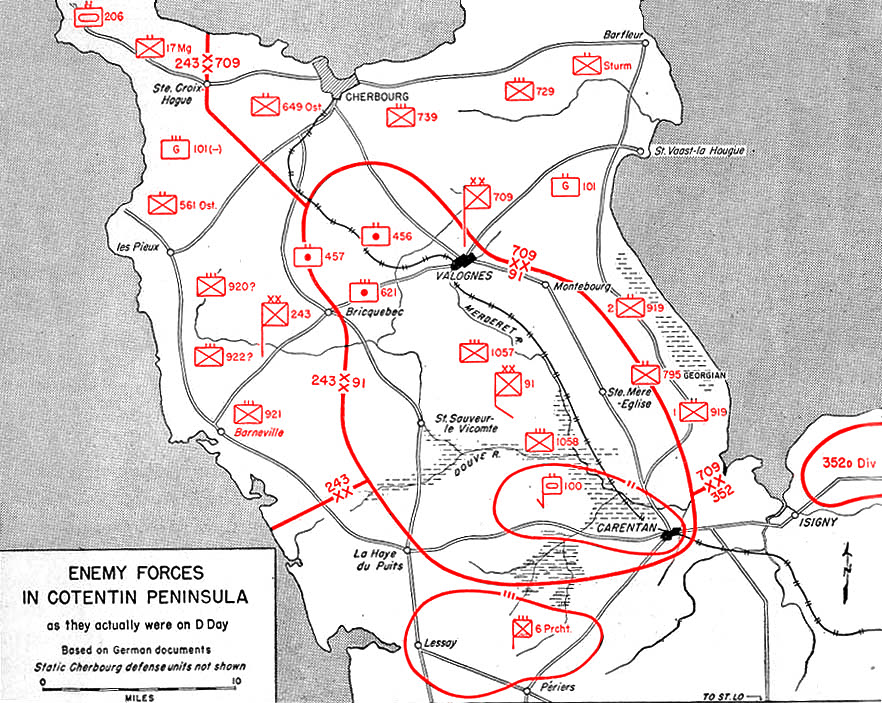
Rozmieszczenie niemieckich wojsk na półwyspie Cotentin

Podczas przygotowywania inwazji na Francję alianccy planiści uważali, że będzie konieczne zdobycie pełnowartościowego portu morskiego już w pierwszych dniach operacji, aby umożliwić wyładunek wystarczających ilości zaopatrzenia oraz odbieranie posiłków przybywających prosto ze Stanów Zjednoczonych, z pominięciem portów angielskich. Cherbourg, który znajdował się na końcu półwyspu Cotentin, był głównym portem ulokowanym najbliżej planowanych miejsc wysadzenia desantu.
Ustalono jednak, że wojska alianckie nie wylądują bezpośrednio na półwyspie Cotentin, ponieważ sektor ten byłby oddzielony od głównych sił inwazyjnych doliną rzeki Douve, która została wcześniej zatopiona przez Niemców w celu uniemożliwienia tam desantu spadochroniarzy. Jednakże w styczniu 1944 roku świeżo mianowany głównodowodzącym lądowych sił inwazyjnych, brytyjski generał Bernard Law Montgomery powrócił do koncepcji wylądowania na półwyspie Cotentin, częściowo po to, aby rozszerzyć front, ale także dlatego, aby umożliwić szybkie zajęcie Cherbourga.

## Desanty
We wczesnych godzinach porannych 6 czerwca amerykańska 82 Dywizja Powietrznodesantowa wraz ze 101 Dywizją Powietrznodesantową wylądowały na spadochronach u nasady półwyspu Cotentin. Chociaż zrzuty uległy znacznemu rozproszeniu wskutek silnego niemieckiego ognia przeciwlotniczego, udało się zabezpieczyć większość szlaków, którymi miał podążać amerykański VII Korpus z plaży Utah. Idąca w pierwszym rzucie 4 Dywizja Piechoty wylądowała na plaży Utah zaraz po świcie z niewielkimi stratami.
Bezpośrednio po zabezpieczeniu strefy desantu, najważniejszym celem dla sił inwazyjnych stało się połączenie ze spadochroniarzami znajdującymi się za linią frontu. 9 czerwca 101 Dywizja Powietrznodesantowa zdołała przeprawić się przez zalaną dolinę rzeki Douve i zająć miasto Carentan następnego dnia. W bardzo krwawych walkach amerykańscy spadochroniarze przebili się do miasta i zdobyli je, tworząc jednolitą linię frontu. Utrzymali swoje pozycje, pomimo kontrataku niemieckich sił zmechanizowanych i pancernych 13 czerwca w rejonie tzw. Krwawej Grani.

## Marsz przez półwysep Cotentin

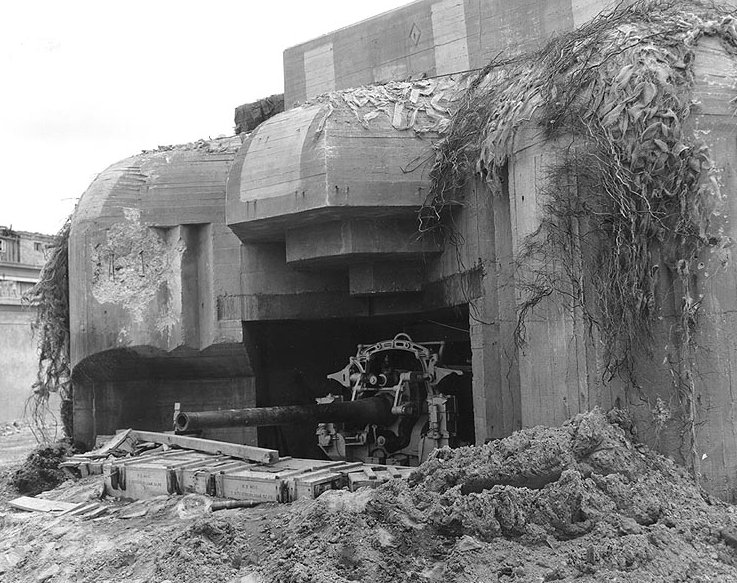
Niemieckie stanowisko ogniowe w Cherbourgu

Sukces spadochroniarzy pozwolił VII Korpusowi rozpocząć atak w kierunku zachodnim w celu odcięcia półwyspu Cotentin. Wylądowały tam jeszcze trzy dywizje piechoty w celu wzmocnienia korpusu. Jego dowódca, gen. Joseph Lawton Collins prowadził swoje wojska żelazną ręką, często wymieniając jednostki na liniach frontu i odwołując oficerów ze stanowisk, jeśli ich postępy były zbyt wolne.
Niemcy, którzy stanęli naprzeciwko VII Korpusu, byli zbieraniną niedobitków z różnych dywizji, rozbitych po walkach z amerykańskimi wojskami desantowymi trwających od pierwszego dnia inwazji. Żadna z silnych jeszcze niemieckich jednostek zmotoryzowanych lub pancernych nie mogła być przerzucona na tę część frontu z powodu zagrożenia ofensywą wojsk anglo-kanadyjskich w pobliżu miasta Caen we wschodniej Normandii. Uzupełnienia piechoty nadchodziły bardzo wolno, a zatopienie doliny Douve działało teraz przeciwko Niemcom, ponieważ zabezpieczało południową flankę wojsk alianckich.
Po 16 czerwca nie było już żadnych naturalnych przeszkód dla amerykańskich jednostek na drodze do Charbourga. U obrońców pojawiał się chaos. Dowódca wojsk niemieckich w Normandii, feldmarsz. Erwin Rommel chciał wycofać swoje oddziały do fortyfikacji Wału Atlantyckiego, gdzie mogłyby bronić się przez długi czas. Jednak Adolf Hitler wydający rozkazy z kwatery w Wilczym Szańcu domagał się utrzymania linii, choć groziło to katastrofą.
W późnych godzinach wieczornych 17 czerwca führer zgodził się w końcu na odwrót, ale zarządził nową, pozbawioną logiki, linię obronną na południe od Cherbourga. Rommel, który protestował przeciwko temu rozkazowi, mimo wszystko zdymisjonował gen. Farmbachera dowodzącego LXXXIV Korpusem Armijnym, którego podejrzewał o niesubordynację.

## Atak na Cherbourg

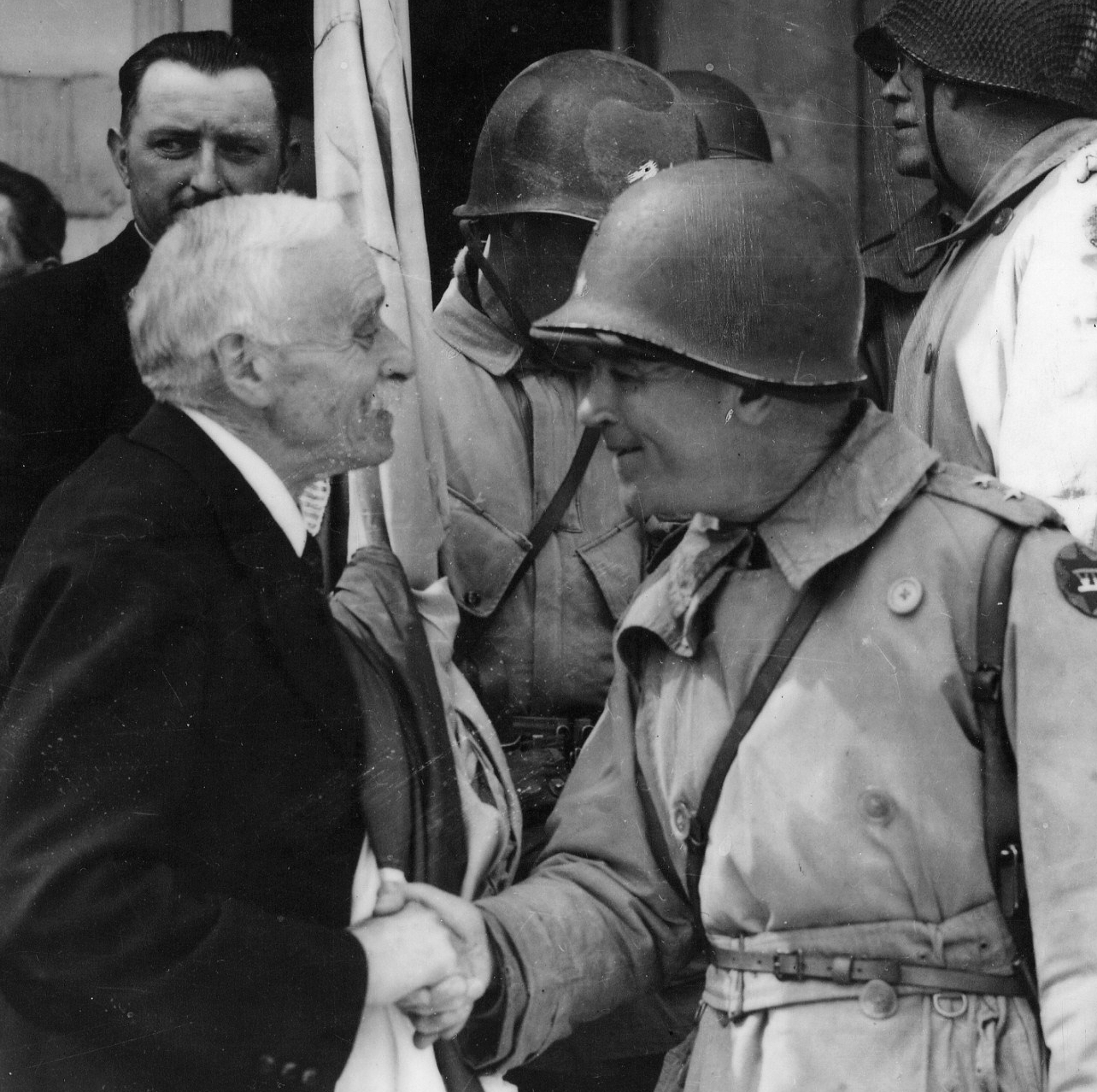
Mer Cherbourga, Paul Renault, dziękuje gen. Collinsowi za wyzwolenie jego miasta

18 czerwca amerykańska 9 Dywizja Piechoty dotarła do zachodniego wybrzeża półwyspu. W ciągu następnych 24 godzin amerykańskie 4, 9 i 79 Dywizja Piechoty atakowały szerokim frontem w kierunku północnym. Nie napotykano właściwie żadnego oporu na zachodnim wybrzeżu półwyspu. We wschodniej części półwyspu obrońcy poddali się niedaleko miasta Montebourg. Odkryto składy latających bomb V-1 oraz instalacje rakiet V-2 w miasteczku Brix.
W ciągu dwóch dni amerykańskie dywizje podeszły pod Cherbourg na odległość strzału. Dowódca garnizonu gen. Karl-Wilhelm von Schlieben miał pod sobą 21 tys. ludzi, ale wielu z nich było naprędce wcielonym do jednostek piechoty personelem Kriegsmarine lub żołnierzami z oddziałów robotniczych. Z kolei regularne wojska, które wycofały się do Cherbourga (w tym pozostałości 709 Dywizji Piechoty von Schliebena), były zmęczone walkami i zdezorganizowane. Zapasy żywności, amunicji i paliwa były skąpe. Mimo wszystko von Schlieben odmówił kapitulacji i rozpoczął całkowite wyburzanie portu.
Collins przystąpił do głównego ataku na miasto 22 czerwca. Opór obrońców był bardzo silny i zmusił Amerykanów do walki o każdy budynek. Atakujących wspierały czołgi M4 Sherman i działa samobieżne M7 Priest, ale nie mogły wiele zdziałać z powodu niewielkiego pola manewru w ciasnej, miejskiej zabudowie. Szczególnym męstwem podczas walk ulicznych wykazał się por. Carlos Ogden, który pomimo dwukrotnego zranienia, przy użyciu granatu nasadkowego wyeliminował załogę jednego z niemieckich dział 88 mm i obsadę kilku karabinów maszynowych, ostrzeliwujących amerykańską piechotę i pojazdy; a także kapral John Kelly, trzykrotnie własnym przykładem podrywający swój pluton do ataku, który ostatecznie sam zlikwidował obsadę niemieckiego bunkra, wrzucając granaty odłamkowe przez otwór strzelniczy. Obaj zostali za swoje czyny odznaczeni Medalami Honoru.
26 czerwca amerykańska 79 Dywizja Piechoty zdobyła Fort du Roule, który stanowił główny punkt oporu Niemców. To sprawiło, że obrona się załamała. Następnego dnia von Schlieben poddał się aliantom razem z 800 żołnierzami walczącymi blisko jego stanowiska dowodzenia, co zakończyło walki o miasto. Jednak na pobliskim przylądku La Hague starcia trwały jeszcze przez kilka dni, do 30 czerwca.

## Po bitwie

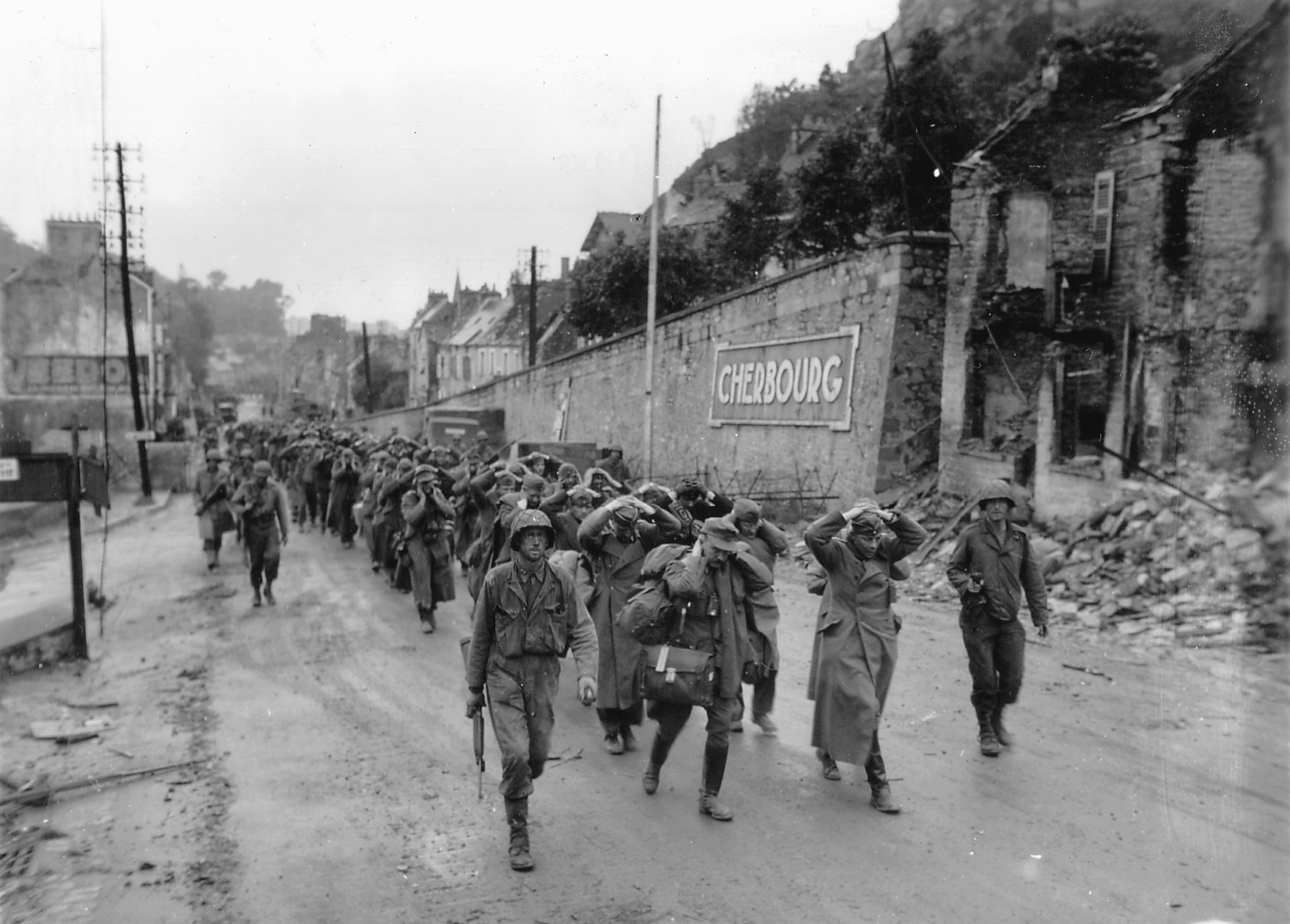
Niemieccy jeńcy wojenni wzięci do niewoli w Cherbourgu

Niemcy zniszczyli i zaminowali port, za co Hitler odznaczył dowodzącego saperami adm. Waltera Hennecke Krzyżem Rycerskim za „niespotykaną nigdy wcześniej bohaterską obronę wybrzeża”. Pierwsze alianckie statki były w stanie skorzystać z portu dopiero pod koniec lipca, a pełną sprawność przywrócono mu w połowie sierpnia, kiedy kampania normandzka dobiegała już końca. Gen. Friedrich Dollmann dowodzący niemiecką 7 Armią zmarł na atak serca 28 czerwca po informacji, że czeka go sąd wojenny za utratę Cherbourga.